# Taquideografía
La taquideografía es un sistema de escritura estenográfica fonética-ideológica inventado por Manuel Lesteiro en 1952 que destaca por su velocidad superior, una absoluta legibilidad y las ventajas pedagógicas que supone su adaptación específica a los procesos psicofísicos de escritura y lectura. Siendo la taquigrafía en general una de las formas de escritura más rápida conocidas, y la taquideografía una de las formas más avanzada de taquigrafía que existen, se trata de uno de los sistemas de escritura más veloces desarrollados hasta el momento.
Partiendo de los fundamentos de la taquigrafía Pitman como base universal, la taquideografía emplea nueve signos rectos y once curvos agrupados por afinidad fonética en parejas que se distinguen entre sí por el grosor de su trazo y facilitan la supresión vocálica a partir de su situación con respecto al renglón, y los dota de tres niveles posibles de interpretación contextual: como fonogramas o signos fonéticos representativos de sonidos, como logogramas o signos léxicos representativos de palabras, y como ideogramas o signos conceptuales representativos de ideas básicas empleadas en su mayor grado de generalidad en el lenguaje, que a su vez pueden desempeñar las funciones de verbo, sustantivo, y adjetivo o adverbio. Al multiplicar de esta manera el campo de acción de cada signo, la taquideografía permite representar con suma sencillez por medio de un breve repertorio de rasgos todo el caudal del lenguaje que para la escritura china o la japonesa requiere el aprendizaje de miles de intrincados ideogramas.
Gracias a esta flexibilidad es posible escribir en taquideografía de forma natural y con total claridad a una velocidad media de 160 palabras por minuto, umbral que con otras formas de taquigrafía había sido motivo de admiración y premios en concursos.
Además, al plasmar ideas en breves conjuntos de signos de gran capacidad expresiva sin recurrir al sonido como intermediario, la taquideografía aporta los beneficios pedagógicos de facilitar la retentiva visual, que favorece la memorización inconsciente de lo escrito, y de obligar a una lectura forzosamente cimentada en la comprensión, opuesta a la lectura mecánica convencional por la que en ocasiones es posible leer varios renglones en vacío, sin llegar a comprender o asimilar ninguna de las ideas que contienen.

## Historia
Imbuido del espíritu de síntesis de la taquigrafía desde los doce años, Manuel Lesteiro persiguió durante su juventud la idea de simplificar la escritura reduciéndola a lo esencial, aligerándola de todas las características que no fuesen absolutamente indispensables y combinando en lo posible la rapidez y una absoluta legibilidad frente a las dificultades de interpretación que generalmente plantea un texto estenográfico para otro taquígrafo distinto a su autor cuando se ha alcanzado un nivel profesional.
Hacia 1928 vislumbró por primera vez la posibilidad de representar las ideas más usuales del lenguaje prescindiendo casi por completo de su forma externa para amoldarse a las diferentes expresiones que pueden integrar, constituyendo una escritura de notación taquigráfica en la que habría que leer ideas en lugar de letras.
Trabajando sobre este concepto dio forma inicial a su método e invirtió más de dos décadas en perfilarlo a partir de concienzudos estudios lingüísticos, históricos y anatómicos y psicofísicos, así como del análisis gramatical de lenguas de distintas familias y el contraste con otros sistemas de escritura, y de su propia experiencia profesional y docente. Especial importancia tuvieron para sus conclusiones los trabajos de Gladys Lowe Anderson, Wilhelm Wundt, Alan Gardiner y Eduardo Benot, que no sólo le ayudaron a pulir detalles de su método, sino también a convencerse cada vez más de lo acertado y práctico de su primer impulso intuitivo, en virtud de su sencillez esencial.
Con este sistema en mente, en 1945 dio forma a una versión aún provisional de su teoría en Metataquigrafía, manual autodidáctico de un conciso desarrollo metodológico que a grandes rasgos sentaba las bases de un método cercano ya en esencia y principios a su forma definitiva, pero al que todavía le quedaba margen de síntesis.
En 1952 publicó el ensayo Teoría de la escritura a modo de contextualización razonada de la génesis de la taquideografía, haciendo un repaso de la historia y evolución de la escritura con reflexiones acerca de las características de los diferentes sistemas de representación de la palabra, desde las pinturas rupestres, los jeroglíficos egipcios y los ideogramas chinos hasta la escritura merovingia, la notación tironiana y los primeros intentos de taquigrafía alentados por el auge del parlamentarismo inglés, entre otros.
Tras el preámbulo que supuso este ensayo, el mismo año publicó finalmente el resultado de sus estudios en la obra Taquideografía, presentada al igual que su antecesora Metataquigrafía como un curso completo autodidáctico, con un desarrollo pedagógico integral vertebrado por trece lecciones y más de setenta ejercicios repartidos a lo largo de tres bloques temáticos, precedidos de un prólogo a cargo de Filgueira Valverde y seguidos de varios glosarios de abreviaturas e índices de referencia.

## Principios
Mientras que las matemáticas han abandonado la numeración romana y han alcanzado un grado avanzado de abstracción en la representación de las operaciones complejas, el lenguaje se sigue codificando letra a letra como en la Antigüedad, ateniéndose a una serie de ataduras fonéticas que ralentizan su escritura y traban su asimilación.
El principio de la taquideografía se basa en que la representación de la realidad externa de más fácil comprensión es la imagen, de modo que la escritura debería aspirar al ideal de explotar al máximo la colaboración de los circuitos óptico-manual y audio-elocutivo para provocar el fenómeno psicofísico del lenguaje en su plenitud valiéndose del menor número indispensable de símbolos ópticos. Si la palabra es un señalamiento a la cosa y la escritura es un señalamiento a la palabra, y por lo tanto implica un doble rodeo para designar a la cosa, la solución para obtener una plasmación de la realidad más perfecta, rápida y duradera que el lenguaje hablado pasa por emplear breves figuras de superior capacidad expresiva para ofrecer una visión directa de ideas en sí o palabras concebidas como simples unidades, sin depender del sonido como intermediario.
Al igual que para saber qué hora es el oído ha de escuchar pacientemente la procesión de campanadas de un carillón mientras que el ojo la ve de forma instantánea, la escritura convencional se limita a transcribir campanadas que la lectura convencional debe luego interpretar repitiéndolas mentalmente para asimilar su significado. La taquideografía, en cambio, es capaz de reproducir mediante rápidos signos esa imagen metafórica de la hora tal como la ha captado la vista en el carillón, haciendo posible que la lectura se equipare prácticamente a la inmediatez de la visión gracias a que los conjuntos taquideográficos no requieren más que una atención focal, puntual, adecuada a la sensación óptica, mientras que la escritura ordinaria es esclava del fonetismo y exige una atención extensa, longitudinal, no adaptada a las características del órgano receptor.
La escritura puede adoptar de este modo una serie de atributos privativos de la comprensión visual vedados a la palabra hablada, como la perspicuidad y la sinopsis, que amplían considerablemente la cantidad de conceptos abarcados en una sola ojeada y propician por tanto una mayor velocidad de lectura y una interpretación más eficaz.

## Metodología
La taquideografía persigue el propósito de escribir a la velocidad del habla y leer con facilidad lo escrito. Se asienta a tal fin sobre los siguientes recursos:
- Enlaces fáciles, fluidos, sin nexos engorrosos, hasta el punto de alcanzar en muchos casos caracteres de cursividad.

- Armonía gráfica, como forma de equilibrio entre signos ascendentes y descendentes, para garantizar una linealidad que mantenga constantemente la proximidad al renglón; y armonía teórica, que presta atención a todas las exigencias de la lengua distribuyendo equiparadamente los recursos gráficos de los que dispone la escritura.

- Delimitación gráfica, para asegurar las condiciones óptimas de legibilidad procurando que los enlaces destaquen los límites de cada signo; y delimitación fonética, con atención particular a la importancia del acento prosódico, reflejado por la situación y el grosor del trazo, y al debilitamiento silábico, que produce elipsis.

- Mecanismos diacríticos, para no incurrir en trazas ambiguas al escribir palabras que por su naturaleza homófona o parófona podrían ser causa de confusión, evitable gracias a la elasticidad de un sistema que permite alternar la síntesis y el análisis, la generalización y la particularización, reduciendo cantidad de vocablos de uso corriente a la expresión mínima o detallando con exactitud los términos menos frecuentes, al contar con rápidos recursos para especificar su acento y cada una de sus vocales.

- Derivación gráfica, para producir palabras derivadas a partir de ligeras modificaciones al igual que el lenguaje introduce pequeñas adiciones en la raíz léxica.

- Polivalencia de los signos, que establece un sistema trivalente basado en la cooperación armónica de dos subsistemas: el de los valores libres, que funciona por similitud al asociar múltiples interpretaciones a una misma traza en función de su vocalización; y el de los valores fijos, que funciona por disparidad al asignar en paralelo a un mismo taquigrama significados logográficos e ideográficos lo suficientemente distintos como para alejar cualquier posible contexto de ambigüedad.

- Concisión, que comprime o ataja en breves expresiones gráficas sintéticas los grupos de sonidos y combinaciones de palabras que se producen con más frecuencia.

## Escritura

### Signos
La taquideografía emplea un repertorio reducido de veinte signos, nueve de ellos rectos y once curvos, trazados en analogía con respecto a su punto de articulación y agrupados por afinidad fonética, según el principio de que a sonidos paralelos les corresponden signos paralelos. Se distinguen entre sí en su mayoría por el grosor de su trazo asociando la fuerza fonética con la fuerza gráfica, de tal manera que los signos más sonoros de cada par se escriben con trazo grueso, y sus parejas, con trazo fino.
| Labiales | Labiales | Labiales | Labiales | Dentales | Dentales | Alveolares | Alveolares | Alveolares | Alveolares | Alveolares | Palatales | Palatales | Uvular | Guturales | Guturales | Nasales | Nasales | Nasales | Nasales |
| -------- | -------- | -------- | -------- | -------- | -------- | ---------- | ---------- | ---------- | ---------- | ---------- | --------- | --------- | ------ | --------- | --------- | ------- | ------- | ------- | ------- |
| Pa       | Ba       | Fa       | Va       | Ta       | Da       | aS         | aR         | aRRa       | Ra         | La         | Cha       | Ya        | Ja     | Ka        | Ga        | Ma      | aMPa    | Na      | Ña      |
| Pa       | Ba       | Fa       | Va       | Ta       | Da       | aS         | aR         | aRRa       | Ra         | La         | Cha       | Ya        | Ja     | Ka        | Ga        | Ma      | aMPa    | Na      | Ña      |

### Vocales
También con respecto a su punto de articulación, se hace distinción entre las vocales primeras (a, o), la vocal segunda (e) y las vocales terceras (i, u). La “a”, la “e” y la “i” se representan mediante un punto, y la “o” y la “u”, mediante un pequeño guion. Las vocales se escriben pegadas al signo al que acompañan: deben situarse a su izquierda (o encima, en el caso de los signos horizontales) cuando anteceden a la consonante (“ir”, “id”, “os”...), y a la derecha o debajo en los demás casos (“que”, “me”, “da”...).
Las vocales primeras se escriben al principio del signo, la segunda a la mitad, y las terceras, al final del trazo. Las vocales tónicas se representan por medio de un punto o guion más gruesos que los que se emplean para las átonas, siguiendo la norma que concede mayor fuerza gráfica a una mayor fuerza fonética.
El contenido vocálico de una sílaba condiciona la posición de partida del signo que la representa con respecto al renglón, reservando la posición superior al renglón para las sílabas con vocal primera, la que descansa sobre el renglón para las sílabas con vocal segunda, y la que cruza el renglón desde abajo para las sílabas con vocal tercera.
Una palabra en conjunto se escribe en primera, segunda o tercera posición según sea primera, segunda o tercera la vocal de su sílaba tónica. Esta situación variable de los signos con respecto al renglón sirve de clave para reconocer fácilmente su contenido vocálico y permite prescindir de las vocales de forma similar a como lo hacen los abyades impuros como el árabe, limitando la escritura taquideográfica a carcasas de consonantes semejantes a las que producen las fugas de vocales (“fgs d vcls”).
Conviven de este modo la supresión vocálica como norma general y, como alternativa excepcional, un procedimiento de vocalización interpunteada para aquellos casos en que la estructura consonántica de una palabra se pueda prestar a confusión o en que sea menester escribir detalladamente palabras de uso poco frecuente o nombres propios, en cuyo caso es suficiente añadir al taquigrama los puntos o guiones correspondientes a las vocales implícitas, tal como en la escritura convencional se añaden los acentos.

### Reglas de escritura
La taquideografía se escribe de izquierda a derecha y de arriba abajo. Se trata de una escritura geométrica, al emplear como base los fundamentos de la taquigrafía Pitman por considerarla de más fácil interpretación que las curvas de la taquigrafía Gregg y no impedir la cursividad, que se alcanza en buena parte de los trazos.
Dispone de un repertorio de aros y lazos, normas de enlace de signos, reglas orgánicas de abreviación tales como ganchos iniciales y finales, y una serie de supresiones por medio del acortamiento o alargamiento de signos, que contribuyen a acelerar la escritura de las palabras favoreciendo en lo posible precisamente la cursividad.
La flexibilidad de la taquideografía permite en todo momento, según se estime conveniente, compaginar las técnicas que hacen posible la síntesis máxima de la escritura con los cimientos de un fonetismo elemental que reproduce una escritura analítica de precisión fonética, a costa de un mayor detalle o de una mayor velocidad.

### Fonogramas
Son sonidos-letra que funcionan en el plano fonético de la escritura taquideográfica. Consisten en un signo o conjunto de signos que debe interpretarse fonéticamente como un sonido o conjunto de sonidos. Al abarcar un amplio espectro y prescindir de las vocales y las consonantes superfluas, mantienen la esencia del ideal tayloriano.

### Logogramas
Son palabras-letra que funcionan en el plano léxico de la escritura taquideográfica, de manera semejante al principio de abreviación que regía las notas tironianas. Consisten en un signo, ya sea puro o modificado por aros, lazos u otras reglas orgánicas de combinación intrínseca, mediante el que se representa una determinada palabra.
Un mismo signo puede equivaler a tres logogramas distintos, según se sitúe con respecto al renglón. Por ejemplo, el signo  (Ja) escrito en primera posición equivale a “(a)bajo”, en segunda a “dejo”, y en tercera, a “fijo”, además de sus respectivas formas análogas (“abajo”, “baja”, “baje”, “deja”, “deje”, “fija”, “fije, “fijado”, “fijada”).

### Ideogramas
Son ideas-letra que funcionan en el plano intelectual de la escritura taquideográfica. Consisten en el trazo de un signo característico de la palabra o idea abreviada, ya sea puro o modificado por adiciones o alargamiento, que en lugar de situarse en una de las tres posiciones posibles con respecto al renglón ocupa una posición secante, o bien adyacente si la secante no es posible, con respecto a otro taquigrama. Son un trasunto del pensamiento y desempeñan la función de representar ideas básicas, de las empleadas con mayor frecuencia en el lenguaje, en concepto de generatrices de una familia de palabras entre las que se elige en cada caso el vocablo que esté acorde con la función que a tal idea le corresponda en un contexto concreto. Por ejemplo, la idea “poner” cubre una vasta área de significación con sus derivados “disponer”, “exponer”, “suponer”, “proponer”, “componer”, “descomponer”, etc, que el signo  (Pa), simple o modificado, puede representar como ideograma original y derivados, tal como el pensamiento los forma.
Los ideogramas pueden ser simples, cuando están formados por un solo signo, o compuestos, al resultar de la unión de al menos dos signos. Cada ideograma representa una raíz idiomática en funciones gramaticales cualesquiera, sean verbales, nominales o modificativas (adjetivas o adverbiales). Por ejemplo, el signo  (La) equivale en su nivel de interpretación ideogramática a “limitar” como verbo, a “límite” o “limitación” como sustantivo, y a “limitado” como adjetivo. En aquellas ocasiones en las que un ideograma debe por fuerza escribirse aislado, se cruza una tilde (~) sobre su signo para evitar la ambigüedad que supondría interpretarlo como un fonograma o logograma.
El siguiente ejemplo ilustra la coexistencia de los tres niveles de aplicación de cada signo, funcionando como fonogramas, logogramas e ideogramas, respectivamente. El mismo ejemplo repetido a continuación y coloreado muestra los fonogramas escritos en negro, los logogramas en cian, y los ideogramas, en granate. En la transcripción que sigue a la traducción, los fonogramas están escritos en redonda, y los logogramas e ideogramas figuran destacados en cursiva los primeros y en negrita los segundos:

“Entiendo que hay que intervenir de un modo impetuoso para evitar que la victoria de nuestros enemigos trastorne desde la cima del poder la transformación del régimen”.
“En-tiendo-que hay-que-intervenir de-un-modo impetuoso para-evitar que-la victoria-de nuestros-enemigos-trastorne desde-la cima del poder-la transformación-del-régimen”.

Cuando los ideogramas desempeñan una función verbal admiten una forma de conjugación gráfica de interpretación inmediata: su trazo normal equivale al presente; si van precedidos de un punto, expresan un tiempo pretérito; cuando van seguidos de un punto, representan el futuro; y si aparecen cortados por una raya, introducen un condicional. En el caso de los tiempos compuestos, los ideogramas verbales ocupan una posición secante con respecto al taquigrama que representa al verbo auxiliar.
En los siguientes ejemplos, el ideograma  (Ba), equivalente a “deber”, está cruzado por una tilde al figurar aislado, por lo que en condicional está cortado por dos signos.
| Signo | Significado |
| ----- | --- |
|       | Presente: debo, deba, etc, incluyendo todas las formas que mantienen la misma estructura consonántica.          |
|       | Pretérito: debí, debía, etc, incluyendo todas las formas que mantienen la misma estructura consonántica.        |
|       | Futuro: deberé, etc, incluyendo todas las formas que mantienen la misma estructura consonántica.                |
|       | Condicional: debería, debiera, etc, incluyendo todas las formas que mantienen la misma estructura consonántica. |
|       | Ejemplo de tiempo compuesto: haya debido, resultante de ([ha]ya) y el ideograma como participio.                |